# Antonio Blakeney
Antonio Davon Blakeney (New York, 4 ottobre 1996) è un cestista statunitense.

## Statistiche

### College
| Anno      | Squadra    | PG | PT | MP   | TC%  | 3P%  | TL%  | RP  | AP  | PRP | SP  | PP   |
| --------- | ---------- | -- | -- | ---- | ---- | ---- | ---- | --- | --- | --- | --- | ---- |
| 2015-2016 | LSU Tigers | 33 | 24 | 30,8 | 42,5 | 33,5 | 74,8 | 3,5 | 0,9 | 0,7 | 0,2 | 12,6 |
| 2016-2017 | LSU Tigers | 31 | 30 | 32,8 | 45,8 | 35,8 | 72,4 | 4,8 | 1,7 | 0,7 | 0,1 | 17,2 |
| Carriera  | Carriera   | 64 | 54 | 31,8 | 44,4 | 34,7 | 73,6 | 4,1 | 1,3 | 0,7 | 0,1 | 14,8 |

### NBA

#### Regular Season
| Anno      | Squadra       | PG | PT | MP   | TC%  | 3P%  | TL%  | RP  | AP  | PRP | SP  | PP  |
| --------- | ------------- | -- | -- | ---- | ---- | ---- | ---- | --- | --- | --- | --- | --- |
| 2017-2018 | Chicago Bulls | 19 | 0  | 16,5 | 37,1 | 28,8 | 76,9 | 1,7 | 1,1 | 0,4 | 0,1 | 7,9 |
| 2018-2019 | Chicago Bulls | 57 | 3  | 14,5 | 41,9 | 39,6 | 65,8 | 1,9 | 0,7 | 0,2 | 0,2 | 7,3 |
| Carriera  | Carriera      | 76 | 3  | 15,0 | 40,6 | 35,7 | 69,6 | 1,8 | 0,8 | 0,3 | 0,1 | 7,5 |

### G League
| Anno      | Squadra          | PG | PT | MP   | TC%  | 3P%  | TL%  | RP  | AP  | PRP | SP  | PP   |
| --------- | ---------------- | -- | -- | ---- | ---- | ---- | ---- | --- | --- | --- | --- | ---- |
| 2017-2018 | Windy City Bulls | 32 | 32 | 38,2 | 45,9 | 35,3 | 86,2 | 6,6 | 3,9 | 1,3 | 0,5 | 32,0 |
| 2018-2019 | Windy City Bulls | 2  | 2  | 35,7 | 41,0 | 40,0 | 66,7 | 8,5 | 3,5 | 0,5 | 0,0 | 19,0 |
| 2020-2021 | Canton Charge    | 15 | 4  | 26,6 | 45,2 | 21,3 | 79,2 | 4,3 | 2,1 | 0,9 | 0,3 | 15,1 |
| Carriera  | Carriera         | 49 | 38 | 34,6 | 45,6 | 32,2 | 85,2 | 6,0 | 3,3 | 1,1 | 0,4 | 26,3 |

## Palmarès

### Sqaudra
- Eurocup: 1

Hapoel Tel Aviv: 2024-2025

### Individuale
- McDonald's All-American Game (2015)
- NBA G League Rookie of the Year Award (2018)
- All-NBDL Second Team (2018)
- All-NBDL All-Rookie First Team (2018)